# Calochortus leichtlinii
Calochortus leichtlinii es una especie de planta medicinal perteneciente a la familia de las liliáceas. Es originaria de  Sierra Nevada y la Modoc Plateau de California y partes adyacentes de Oregón y Nevada.  Crece en bosques de coníferas y en los hábitats de chaparrales.

## Descripción
Es una hierba perenne que produce un tallo, sin ramas, de hasta 60 centímetros de altura.  La hoja basal es de 10 a 15 centímetros de largo.  La inflorescencia es un racimo con 1 a 5 flores erectas y acampanadas. Cada flor tiene tres pétalos de 1 a 4 centímetros de largo de color blanco, rosado o  en color azul y amarillo con manchas de color rojo oscuro o negro en las bases.  El fruto es una cápsula estrecha de hasta 6 centímetros de largo.

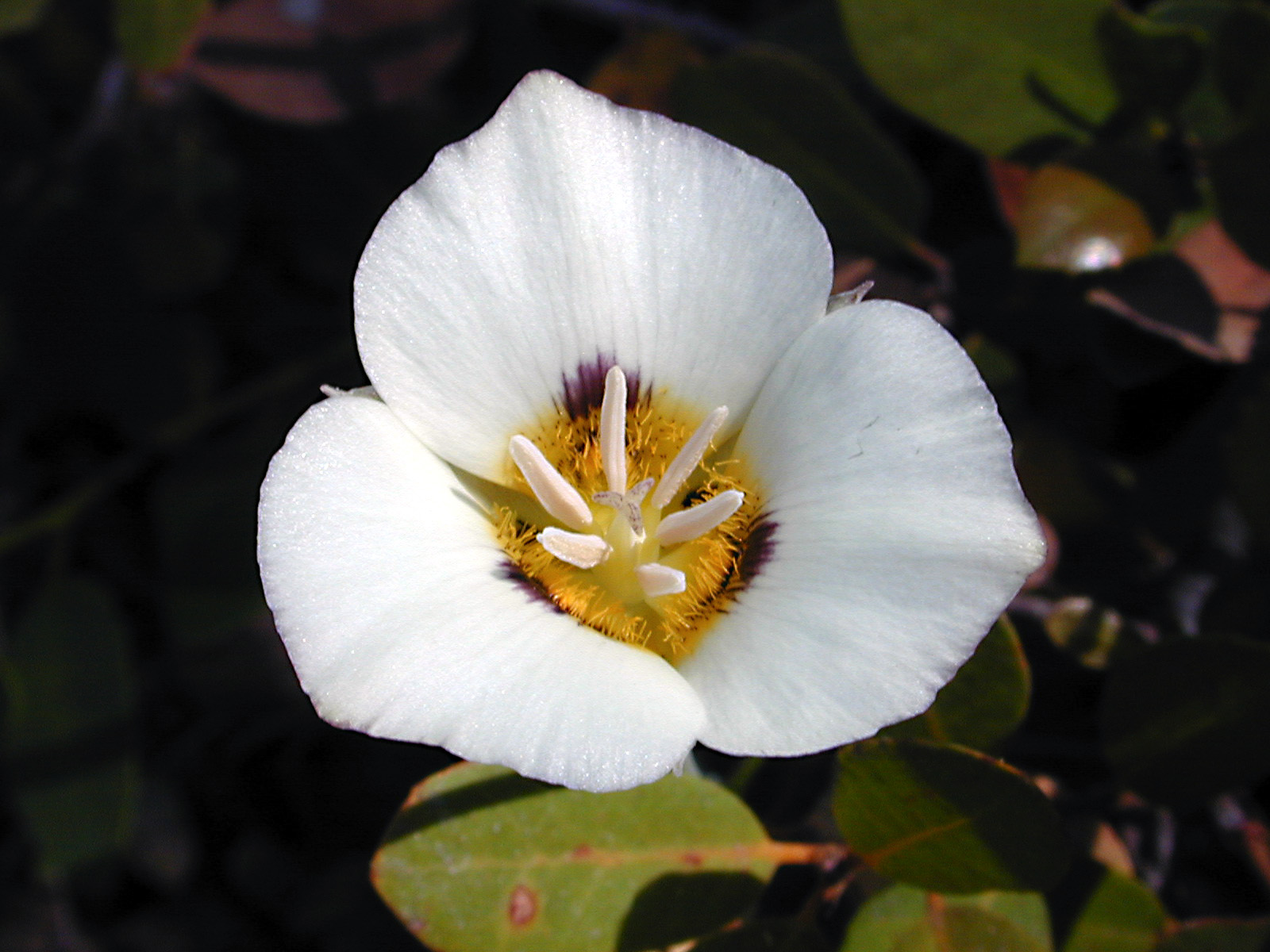
Flor.

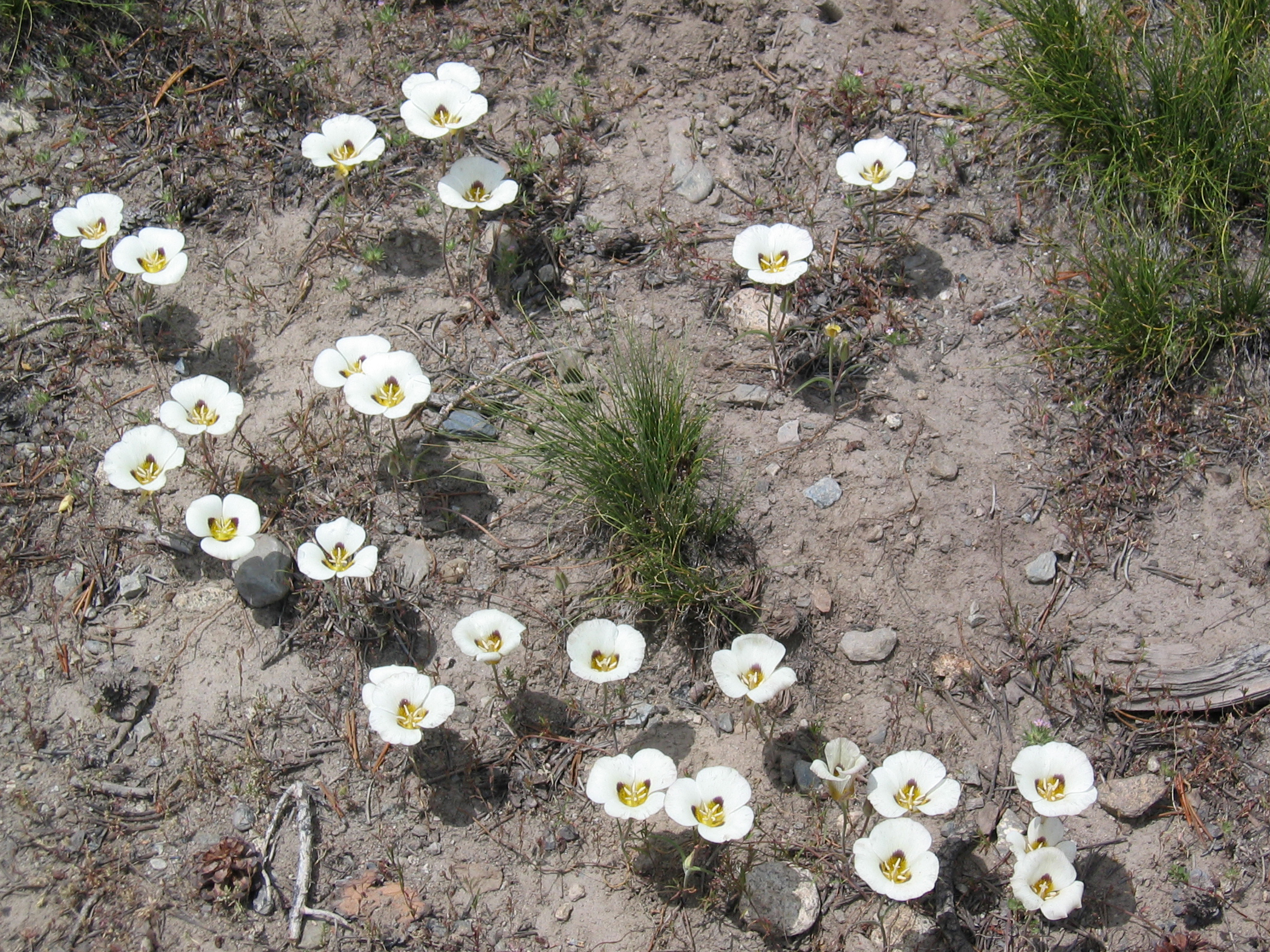
Vista de la planta en su hábitat

## Taxonomía
Calochortus leichtlinii fue descrita por Joseph Dalton Hooker  y publicado en Botanist 2: no. 98. 1838.
Etimología
Calochortus: nombre genérico que proviene del idioma griego y significa "pasto bello", nombre que hace referencia al parecido de las hojas y tallos de estas plantas con los de una gramínea o pasto y, al mismo tiempo, pone de manifiesto el gran atractivo de las flores.
leichtlinii: epíteto otorgado en honor del botánico alemán Maximilian Leichtlin.
Sinonimia
- Calochortus nuttallii var. leichtlinii (Hook.f.) Smiley, Univ. Calif. Publ. Bot. 9: 139 (1921).
- Mariposa leichtlinii (Hook.f.) Hoover, Leafl. W. Bot. 4: 2 (1944).
- Calochortus nuttallii var. subalpinus M.E.Jones, Contr. W. Bot. 12: 78 (1908).[2]

## Propiedades
Se la utiliza en la denominada «terapia floral californiana», para personas con inmadurez, que generan dependencia e incapacidad de asumir responsabilidades, esta flor contibuye a la maduración sana, a aceptar las responsabilidades propias del adulto.